# Jamie Lowery
James "Jamie" Matthew Lowery (Port Alberni, 15 de janeiro de 1961) é um ex-futebolista profissional canadiano, que atuava como meia.

## Carreira
Jamie Lowery fez parte do elenco da histórica Seleção Canadense de Futebol da Copa do Mundo de 1986 